# Шляховий кут
Шляховий кут (англ. track)— кут, укладений між північним напрямком меридіана в місці вимірювання і напрямом лінії шляху, відраховується за годинниковою стрілкою від напряму на географічну північ. По суті, показує напрям шляхової швидкості відносно півночі. Різниця між курсом і шляховим кутом називається кутом зносу.
Безпосередньо вимірюється за допомогою супутникового навігаційного приймача. (Щоб уникнути плутанини потрібно перевіряти налаштування для кожної конкретної моделі приймача).
Широко застосовується в орієнтуванні на місцевості при використанні супутникового навігаційного приймача.
Вказується в кутових градусах в діапазоні 0 … 360 °, іноді -180 … 180 °. 0° завжди застосовується для вказівки напряму руху на північ, 90 ° — на схід.